# ماريسا بيلي
ماريسا بيلي (بالإيطالية: Marisa Belli)‏ هي ممثلة إيطالية، ولدت في 12 أبريل 1933 في روما في إيطاليا.

## وصلات خارجية
- ماريسا بيلي على موقع IMDb (الإنجليزية)
- ماريسا بيلي على موقع ألو سيني (الفرنسية)
- ماريسا بيلي على موقع أول موفي (الإنجليزية)
- ماريسا بيلي على موقع قاعدة بيانات الفيلم (الإنجليزية)
- ماريسا بيلي على موقع كينوبويسك (الروسية)